# ボルト・パホル
ボルト・パホル（スロベニア語: Borut Pahor、1963年11月2日 - ）は、スロベニアの政治家。2012年12月より2022年12月まで同国大統領を務めた。また、2008年11月から2012年2月まで同国首相を務めた。
社会民主党代表と国民議会議員を長く務め、2000年から2004年にかけて国民議会議長であった。2004年には欧州議会議員に選出された。2008年の国民議会選挙で社会民主党が勝利を収めると、首相に任命された。
経済危機と政治的緊張のさなかの2011年9月、パホル政権の不信任決議案が可決された。2012年2月にヤネス・ヤンシャが引き継ぐまで、パホルは暫定首相として職務を執行した。2012年6月には、主に儀礼的な役職である大統領への立候補を表明した。12月2日の決選投票で投票総数の3分の2を得票し、現職のダニロ・テュルク大統領を下した。スロベニアの史上最年少の大統領であるとともに、国民議会議長、首相、大統領の三つの要職を務めた唯一の政治家である。

## 生い立ち
ユーゴスラビアのスロベニア社会主義共和国ポストイナに生まれ、ノヴァ・ゴリツァで幼少期を過ごした。後に近くのシェンペテル・プリ・ゴリツィの町に転居した。幼くして父を亡くし、母のイヴァ・パホル・マルテランツ（ナチス強制収容所の生還者）に育てられた。
1983年にノヴァ・ゴリツァ高校を卒業後、リュブリャナ大学に進学、社会・政治・ジャーナリスト学部（FSPN、現在の社会科学部）で公共政策と政治学を学んだ。非同盟諸国間の平和交渉に関する論文を著し、1987年に卒業した。学士論文は、スロベニアの学生に贈られる最高の学術賞であるプレシェレン学生賞を受賞した。スロベニアの新聞によると、学費をまかなうため学業のかたわらモデルをしていた。

## 経歴
パホルは高校で、すでに政党活動に参加していた。15歳のとき、共産党青年部であるノヴァ・ゴリツァのスロベニア社会主義青年同盟の高校生支部委員長になった。大学生でスロベニア共産主義者連盟に入党した。
1987年には、スロベニア社会主義青年同盟の大学支部代表に立候補した。この内部選挙は、民主主義の原則を貫いて組織されたユーゴスラビア初の選挙という点で重要であった。選挙で、同盟員らは対立する二つの陣営のいずれかを自由に選択することができた。パホル陣営はリベラル派の票をのがして敗れた。
選挙後、青年同盟は共産党の掣肘から抜け出し、1990年にスロベニア自由民主党を結成した。この転換のなかで、パホルは共産党中央に残り政治経験を積んだ。1980年代末、パホルはミラン・クーチャンやツィリル・リビチッチなどの共産党改革派の有力な支援者として頭角を現した。
1988年春から夏にかけて、いわゆるリュブリャナ裁判に端を発した政治危機のさなか、共産党幹部に昇進していたパホルはスロベニアにおける党の一党独裁の放棄を提案し、本格的に政治多元主義への途を拓いた。
1989年、パホルはいまや共産主義の指針を逸脱していた共産主義者青年同盟に対抗するため、スロベニア共産主義者党の青年部として民主フォーラムを共同で創設し、その議長に就いた。同年に、史上最年少でスロベニア共産主義者連盟中央委員に任命されてもいる。1990年には、ベオグラードで開かれたユーゴスラビア共産主義者同盟の最後の会議にスロベニア代表団として加わった。

### 1990年代
1990年4月に行われ、共産党がデモス連合に敗れたスロベニア初の自由選挙で、パホルは共産主義者連盟 - 民主改革党から立候補し、国会議員に選出された。党内ではミラン・バラジツとともに、共産主義の過去との決別や本格的な自由市場経済の導入、さらにはヨジェ・プチュニクのスロベニア社会民主党との合流を提案する改革派の代表格として台頭した。1990年代を通じて、党への支持が弱まり続ける（1996年の選挙では得票率が10%を割り込んだ）のに反比例して、パホルの地位は上昇していった。1997年、第三の道-中道主義プラットフォームの代表になった。
1997年、パホルの社会民主統一リストとスロベニア自由民主党、スロベニア国民党、年金生活者党のあいだで左派政権発足に向けた動きがあった。パホルには外相のポストが宛てられたが、国会内で多数派を形成できなかったためこの試みは挫折した。これに代わって、自由民主党が保守党のスロベニア人民党と中道主義プラットフォームに立脚した連立政権を組織し、2000年まで続いた。パホルの社会民主党はいくつかの重要な決定において政権を支持することもあったが、引き続き野党にとどまった。

### 2000年代
2000年、パホルの社会民主党とヤネス・ドルノウシェクの自由民主党は連立を組んだ。パホルは国民議会（スロベニア下院）議長に選出された。彼にとって、党外で初めての重職であった。特定の党派に偏らない穏健な議長としての姿勢は、中道右派の野党からも尊敬を受けた。
国会議長として、パホルは死去した反共産主義の政敵ヨジェ・プチュニクの記念式典を行うため尽力した。これには当初、与党左派連合の急進派の反対にあった。一方、党内ではスロベニアとNATOとの関係をめぐって左派と衝突した。1990年代と2000年代を通じて、パホルは左派と対照的にこの軍事同盟へのスロベニア加盟を強く支持し続けた。
2004年6月、パホルは社会主義政党のグループから欧州議会議員に選ばれた。欧州議会では予算監査委員会に所属し、フランスとオランダがEUの新たな基本条約批准を拒否した時には憲法委員会でリスボン条約の交渉にあたった。同年10月、スロベニアでは中道左派連合がスロベニア民主党ほかの右派連合に敗れた。ヤネス・ヤンシャの中道右派政権が発足すると、パホルは自由民主党のアントン・ロップ代表と意見を交換し、新政権に対峙する野党としての戦略を練った。まもなく「親愛なるトネと親愛なるボルトの討論」（二人の公開書簡に由来）として国民に知られるようになったこの協議で、パホルはより建設的な野党を目指した。2006年、社会民主党は与党連合と、経済改革政策における協力の合意に達した。
自由民主党が分裂するなか、2007年に社会民主党はスロベニア第二の政治勢力になった。このため、パホルは野党の左派の非公式の代表となった。
同年、パホルは世論の支持を背景に、大統領選への立候補を考えた。しかし、党の要職にあることからダニロ・テュルク候補を支持し、自身は2008年の国会議員選を指揮することになった。

### 首相

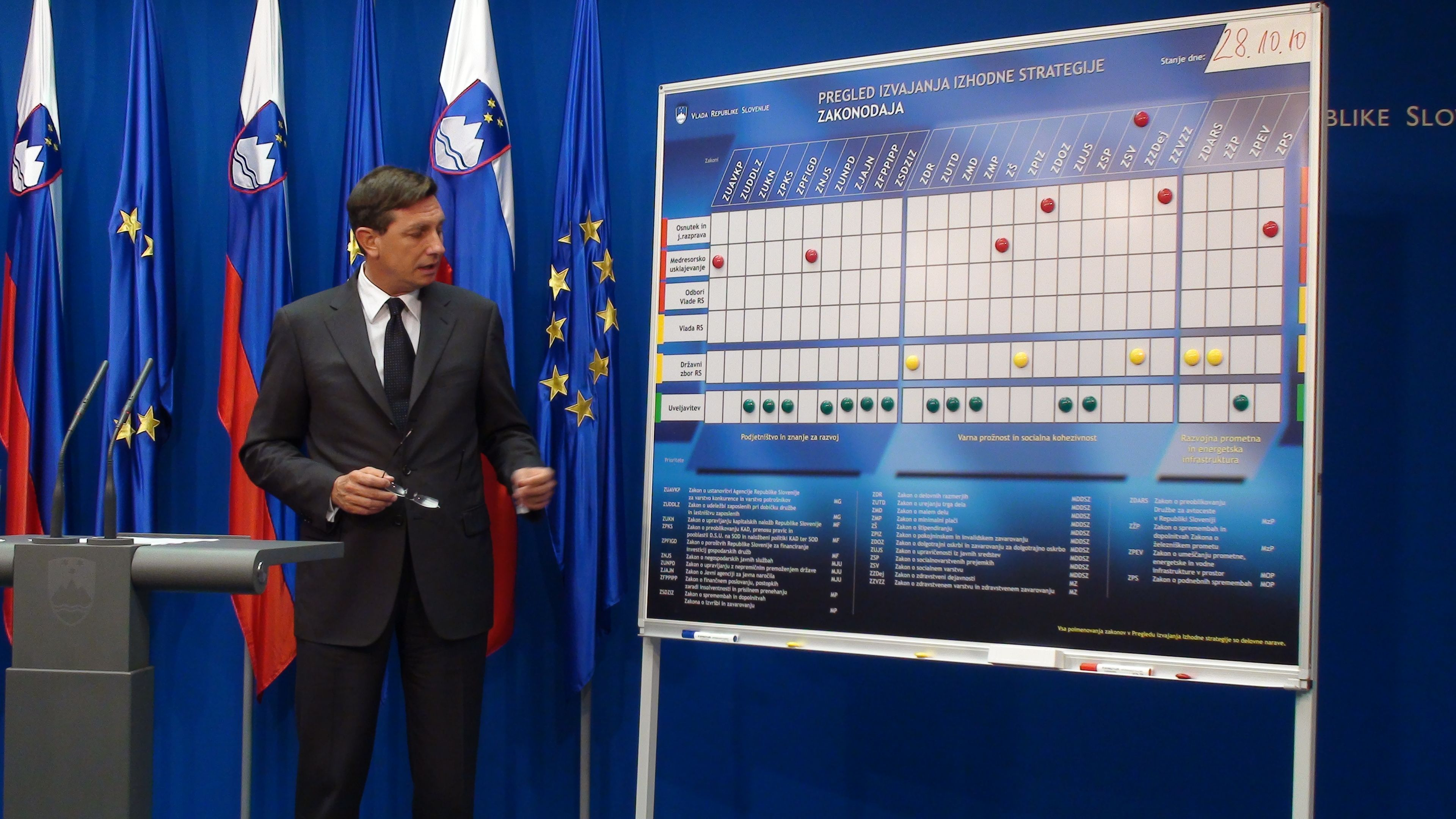
自らの政権の改革計画を説明するパホル

2008年11月から2012年2月にかけて、パホルは首相を務め、社会民主党と自由民主党、ザレスからなる連立政権を率いた。
世界的な経済危機に直面して、政権は経済改革を画策したが、野党指導者のヤネス・ヤンシャと2011年の国民投票の反対にあった。他方、ユーゴスラビア解体後に浮上したクロアチアとの国境問題に関する仲裁合意のための国民投票では、賛成が多数を占めた。
連立パートナーとの緊張は2011年に頂点に達し、年金生活者民主党 (DeSUS)が4月に、ザレスが7月にそれぞれ政権を離脱した。野党は政権の腐敗と、誤った経済政策を問責した。数人の大臣を失い、世論の支持も離れつつあるなかで、パホルは国会に信任投票を委ねた。9月20日、国会は不信任決議案を51対36で可決し、政権は倒れた。パホルは「苦い思いなど感じない。国民とスロベニアの将来を固く信じている」と述べた。
憲法の規定で、国会は30日以内に新しい首相を選出しなければならなかった。これが行われない場合、大統領が国会を解散し、選挙が前倒しで行われる。ほとんどの政党が、新政権の成立よりも早期の選挙を望むとの声明を発表した。
首相在任中の2011年12月1日、政府の非公開会議のもようを録画した数本のビデオクリップがYouTubeにアップロードされた。

### 2011年の選挙とその余波
2011年12月4日に行われた選挙で、党は国会における議席を2008年選挙の29から10に大きく減らしたが、パホルは結果について「非常に満足している」と述べ、党は「私の予想以上の票を得た」と語った。12月19日、中耳炎で入院していたパホルは国民議会議長への立候補を表明したが、二度の投票結果が思わしくなかったため撤回した。
2012年6月、パホルは社会民主党代表の再選挙に立候補したが、イゴル・ルクシッチに僅差で敗れた。同時期の党の会合では、大統領選への立候補の意向を示した。数日後、党と新代表は正式にパホルを大統領候補とした。9月には中道右派連立政権の一翼を担う中道の市民リストも、大統領選でのパホル支持を表明した。

### 大統領として
2012年大統領選挙の決選投票でパホルは67.4％、対立候補のダニロ・テュルクは32.6％を獲得しパホルが勝利した。選挙結果が明らかになると、パホルは繰り返し「これは始まりに過ぎない、なにか新しい、新しい希望、新しい時代の始まりだ」と言った。人々の信頼と尊敬と寛容が必要であると強調し、選挙戦で約束したことを守り、国が直面している問題の解決にあたると述べた。
2017年10月22日に投開票された2017年大統領選挙の第1回目投票では47.1％の票を獲得し1位となり、11月12日の決選投票では52.9％を獲得し再選された。
2019年10月22日の即位礼正殿の儀に参列し、翌23日には迎賓館赤坂離宮で安倍晋三内閣総理大臣と会談を行った。

## 人物
妻タニャ・ペチャルとのあいだに一男ルカがいる。スロベニア語に加えて英語、フランス語、イタリア語、セルビア語、クロアチア語に堪能である。